# Саласпілс (табір смерті)

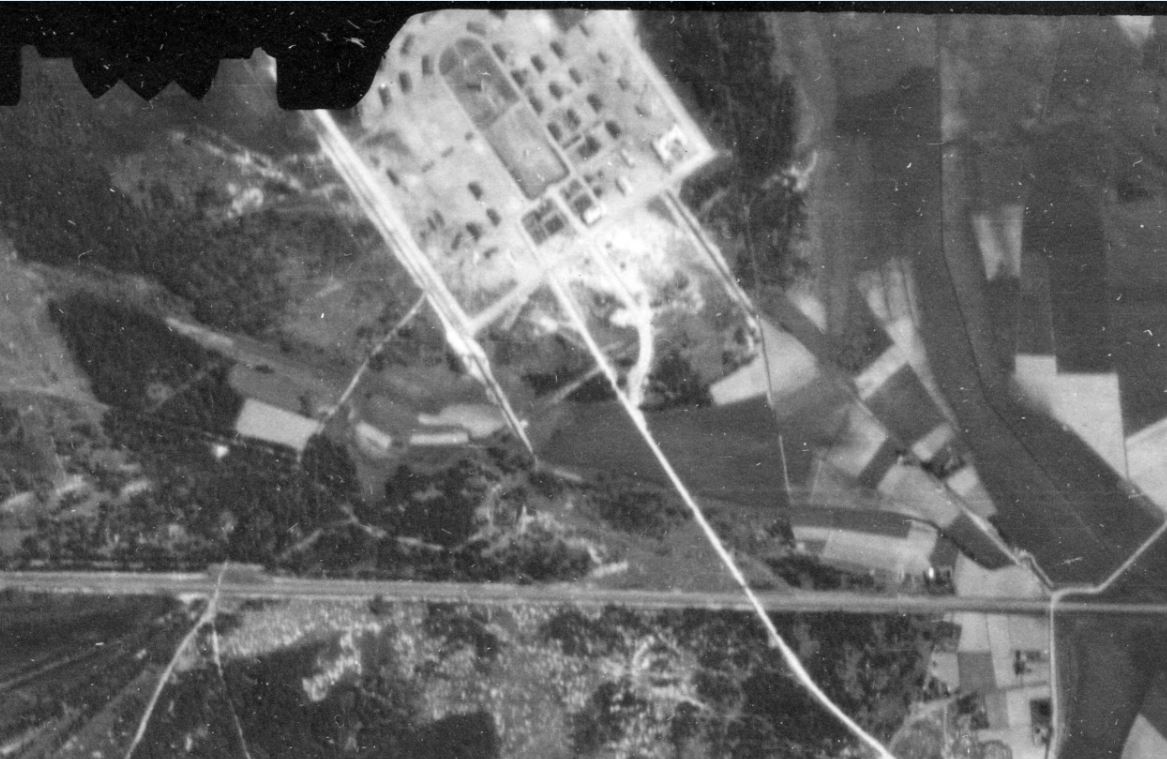
Аерофотографія табору в Саласпілсі (1944)

Концтабір «Саласпілс» або концтабір «Куртенгоф» (нім. Polizeigefängnis und Arbeitserziehungslager Salaspils, також Lager Kurtenhof) ― концентраційний табір, створений під час Другої світової війни (1939―1945) на окупованій нацистською Німеччиною території Латвії. Існував за 18 кілометрів від міста Риги поруч із містом Саласпілс із жовтня 1941 року до кінця літа 1944 року.
Відомості табір набув через утримання в ньому малолітніх в'язнів, яких потім стали використовувати для відбору крові для поранених німецьких солдатів, унаслідок чого діти швидко гинули.
У 1967 році на місці табору було відкрито Саласпілський меморіал, а в 1968 році ― пам'ятник радянським військовополоненим.

## Влаштування табору
Хоча Саласпілс не був табором смерті таким як Белжец або Собібор, єдиними цілями яких було знищення людей, і значився трудовим табором, умови життя в ньому передбачали масову загибель ув'язнених від голоду, хвороб, холоду та виснаження. Незважаючи на високу смертність ув'язнених від вищевказаних причин, розстріли, повішення та інші способи вбивства були звичайним покаранням за будь-яку провину. Наприкінці 1942 року комендант Ланге використовував душогубки для знищення євреїв та інших «расово неповноцінних».
Добовий раціон складався зі 150-300 грамів хліба, змішаного наполовину з тирсою, і чашки супу з овочевих відходів. Відпрацювання трудової повинності тривало до 14 і більше годин.

### Оцінка чисельності
Надзвичайна Республіканська Комісія Латвійської РСР (НРК) у 1945 р. вказала на 12 000 дітей, які пройшли через Саласпілс з осені 1942 р. до літа 1944 р., але документально це не підтверджено. Один із документів, на який можна спиратися в цьому питанні, - виписка з листа начальника Соціального департаменту і генерального комісара від 15 березня 1943 р., у якому зазначено, що під час проведення каральних операцій «до Риги евакуйовано велику кількість людей із російських областей, зокрема численні діти», «причому не виключено, що найближчим часом кількість дітей додасться». Таким чином із Білорусії після операції «Зимове диво» в Саласпілс надійшло 1100 дітей. Нова хвиля була пов'язана з проведенням нової каральної акції, «Літня подорож», уже в Латгалії, після якої до Саласпілса доправили 1041 дитину. Дітей потім розподіляли по дитячих притулках, а звідти в прийомні сім'ї, яким за прийнятих дітей віком до 10 років виплачували допомогу в розмірі 50 пфенігів на день, або в господарства на роботу за заявочними списками самоврядувань.
Народний Комісаріат освіти Латвійської РСР, який розслідував факти викрадення мирного населення в німецьке рабство, на 3 квітня 1945 року на основі даних картотеки Соціального департаменту внутрішніх справ Латвійської генеральної дирекції «Остланд» підрахував, що з табору в Саласпілсі було розподілено 2802 дитини: у господарствах ― 1564 особи; у дитячих таборах ― 636 осіб; узято на виховання окремими громадянами ― 602 особи. Богов вважає, що цей список не повний: у 18 рукописних шкільних зошитах черниці Євсєєвої Ризького жіночого Троїцького монастиря перераховано 4087 осіб. У монастир доставляли в'язнів і «евакуйованих» (дітей і дорослих) з березня 1943 р. до червня 1944 р., і 56 % контингенту становили неповнолітні (1926-1943 р.н.), а 13 % ― старші за 50 років. У списку містяться вказівки на загиблих або в таборі, або вже після звільнення з табору в'язнів (124 випадки).
Точна кількість загиблих у Саласпілсі дітей невідома. Згідно з Актом Надзвичайної комісії від 26 грудня 1945 р., судмедексперти встановили поховання 632 дитячих тіл у віці від 1 міс. до підліткового віку на Гарнізонному цвинтарі в Саласпілсі, однак про знайдені дитячі рештки йдеться і в актах ранніх ексгумацій від 30 листопада 1944 р., які робили вибірково.